# Zastava Azerbajdžana
Zastava Azerbajdžana je eden od treh državnih simbolov Azerbajdžana, ki je bila uvedena 24. avgusta 1990.
Zastava je sestavljena iz treh vodoravnih pasov. Zgornji je moder, kar simbolizira turške narode, srednji je rdeč, kar simbolizira napredek, spodnji pa zelen, kar simbolizira islam. V srednjem pasu sta beli polmesec in osem kraka zvezda, ki simbolizira osem turških narodov. 
Uporablja se kot državna in civilna zastava.
- Zastava Demokratične republike Azerbajdžan
- Zastava Azerbajdžanske SSR